# Кшиштоф Варга
Кшиштоф Варга (пољ. Krzysztof Varga); рођен у Варшави, 21. марта 1968. године је пољски књижевник, писац, сатиричар, колумниста и новинар.

## Биографија
Кшиштоф Варга завршио је студије полонистике на Варшавском универзитету. Дуги низ година ради као сарадник а затим и као уредник културне рубрике престижног пољског листа „Газета виборча" ((пољ. Gazeta Wyborcza).
Објавио је 11 романа и књига есеја, од којих су на српски преведено пет: „Текила“, издавач „Вега медиа" (2005), а други „Гулаш од турул птице“ (пољ. Gulasz z turula), издавач "Корнет", Београд (2012). За „Текилу" је номинован за највећу пољску књижевну награду „Нике", а за „Гулаш од турул птице" освојио је награду читалаца у оквиру исте награде. Године 2013. излази роман „Труње“ (пољ. Trociny) у издању "Платоа", а 2015. године роман „Алеја независности” (пољ. Аleja niepodległości), такође у издању "Корнета". Године 2021. у издању издавачке куће "Ренде" излази његов роман "Чардаш са мангулицом" који је наставак књиге есеја "Гулаш од турул птице".